# ダンシングマニア
ダンシングマニア（英語: Dancing mania）とは、主にヨーロッパで見られた脈絡もなく突然踊り出し、踊りが感染し、死ぬか踊り疲れるまで踊るのが止まらないとされる伝染病である。踊りのペスト（英語: dancing plague）、choreomania、St John's Dance、歴史的には St. Vitus' Dance とも呼ばれる。
何世紀にもわたり、老若男女関係なく何千人も影響を受けた。麦角中毒という説があるが、貧困からの逃避や、カルト宗教が原因などとも指摘されている。

## 感染
最も古いものでは7世紀に発生した記録が残っている。
1284年のドイツでは、ハーメルンの笛吹き男のように子供たちの集団がエアフルトからアルンシュタットまで踊ったり跳ねたりを繰り返しながら移動した。
1278年には、ドイツのマース川にかかる橋の上で約200人の人々が踊り、橋を破壊した。生存者は近くのSt Vitusにある教会で治療を受けた。
1374年6月24日に最大のアウトブレイクの一つがドイツのアーヘンから始まり、ケルンなどの他、イタリアやルクセンブルクまで波及した。その後も不定期にダンシングマニアは発生し、踊りに参加した人たちは絶食をして踊りながら飢え死にし、1428年シャフハウゼンでは修道士までもが死ぬまで踊る事件が発生した。
1518年7月、フランスのストラスブールで発生したアウトブレイクも最大級の被害を出すこととなった。Frau Troffeaという女性が踊り出したのを皮切りに4日後には33人、1か月後には400人が参加し、その多くは心臓発作を起こし死亡した。